# Valdas Ivanauskas
Valdas Ivanauskas (n. 31 iulie 1966, Kaunas, Lituania) este un antrenor de fotbal și un fost fotbalist lituanian care a jucat pe postul de atacant. În prezent ocupă funcția de director sportiv al echipei Dinamo Brest.
El este cel mai bine cunoscut în Europa pentru perioada în care a jucat la Hamburger SV între 1993 și 1997 și pentru perioada când a antrenat clubul scoțian Hearts între 2005 și 2007.

## Cariera de jucător
Ivanauskas și-a început cariera de jucător la FK Žalgiris, echipa lituaniană cu cele mai bune rezultate din Liga Superioară a URSS. Ivanauskas a jucat în anul 1985 în divizia a doua a URSS-ului la ȚSKA Moscova, dar apoi s-a întors la Žalgiris. În sezonul 1990, el a ajuns la echipa de divizie secundă Lokomotiv Moscova după ce Žalgiris a decis să se mute în nou-înființata ligă lituaniană.
În noiembrie 1990, a plecat peste hotare pentru a juca la Austria Viena, unde s-a bucurat de un succes enorm, reușind să înscrie 52 de goluri în 122 de meciuri, perioadă în care el a fost de două ori golgheterul campionatului. Prin urmare, Ivanauskas a ajutat echipa austriacă să câștige trei campionate și, în iunie 1992, atacantul lituanian a marcat singurul gol al finalei Cupei împotriva echipei Admira Wacker.
În iulie 1993, s-a mutat în Germania și a devenit primul fotbalist lituanian care a jucat în Bundesliga. Aici a jucat în 100 de meciuri pentru Hamburger SV, între 1993 și 1997 și a marcat 17 goluri. A fost votat fotbalistul lituanian al anului în 1990, 1991, 1993 și 1994.
În vara anului 1997, s-a mutat înapoi în Austria, și a semnat un contract cu SV Salzburg, unde a petrecut două sezoane, înainte de a-și încheia cariera la profesioniști la SV Wilhelmshaven, echipă din Liga Regională germană, în iulie 1999. Doi ani mai târziu, la 35 de ani, atacantul a mai jucat un sezon pentru BV Cloppenburg, de la care s-a retras definitiv din activitatea de fotbalist în iunie 2002.

### La națională
El a jucat 28 de meciuri internaționale și a marcat opt goluri pentru echipa națională, și, de asemenea, a jucat 5 meciuri pentru Uniunea Sovietică între anii 1988 și 1990.

## Cariera de antrenor

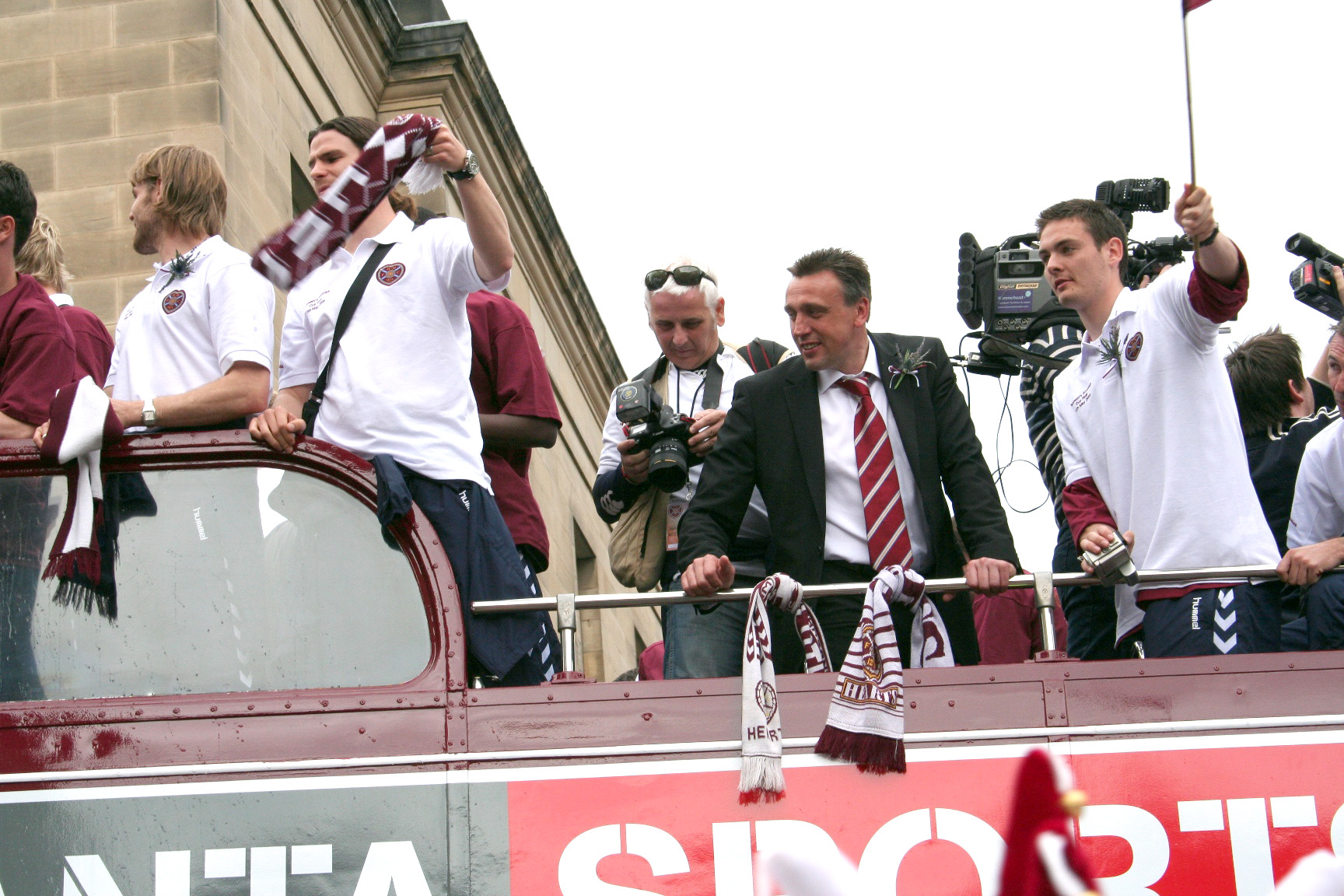
Ivanauskas sărbătorește cu câștigarea Cupei Scoției cu Hearts în 2006

După retragere, el a început cursurile pentru obținerea licențelor UEFA pentru antrenori în Germania, iar în 2003 și-a început cariera de antrenor, atunci când a devenit secund al echipei naționale de fotbal a Lituaniei. În același an Ivanauskas a fost numit antrenorul interimar al lui FK Vėtra, semnând ulterior un contract definitiv. În sezonul 2004, Ivanauskas a calificat-o pe FK Vėtra pentru prima dată în a treia rundă a Cupei Intertoto, eliminând-o pe Hibernian, antrenată pe atunci de Tony Mowbray, dar a demisionat în luna august, invocând probleme personale, precum și munca solicitantă ca secund al echipei națională. Cu toate acestea, după doar câteva săptămâni a preluat-o pe FBK Kaunas, cu care a câștigat campionatul și Cupa Lituaniei.
În vara anului 2005, după o serie de rezultate slabe a demisionat de la FBK Kaunas. S-a zvonit că el ar prelua echipa scoțiană Heart of Midlothian, un club cu un patron lituanian și cu mai mulți jucători lituanieni. Deși aceste zvonuri au persistat chiar și după demiterea antrenorilor John Robertson și George Burley, clubul l-a numit ulterior Graham Rix ca antrenor principal. Cu toate acestea, atunci când, în martie 2006, Rix a fost demis, Ivanauskas a fost adus ca antrenor interimar până la finalul sezonului.
Pe 23 octombrie 2006, Ivanauskas a primit două săptămâni de concediu de concediu din partea acționarul majoritar, Vladimir Romanov, invocând probleme de sănătate. În acea perioadă a fost înlocuit de Eduard Malofeev și a revenit ca antrenor principal pe 27 noiembrie. Pe 20 martie 2007, Ivanauskas a părăsit echipa reziliindu-și contractul de comun acord. El a fost înlocuit de către Anatoli Korobochka și Stephen Fragil care au ocupat pozițiile de director sportiv, respectiv antrenor al echipei secunde, în timpul mandatului lui Ivanauskas.
În septembrie 2007, Ivanauskas a devenit antrenorul echipei germane FC Carl Zeiss Jena din 2. Bundesliga. A fost concediat de aici la 22 decembrie 2007, din cauza lipsei de rezultate.
În iulie 2008, Ivanauskas a semnat un contract cu FK Banga Gargždai din a Doua Divizie Lituaniană, echipă cu care a obținut locul al treilea. Datorită acestei performanțe, Banga Gargždai avea să fie promovată în A Lyga 2009, primul eșalon valoric din fotbalul lituanian, după ce alte trei cluburi și-au anunțat retragerea înainte de începerea sezonului.
În noiembrie 2008, Ivanauskas a devenit antrenor interimar al Echipei naționale de tineret a Lituaniei sub 18 ani, și după ce a reușit să obțină un egal într-un amical împotriva Germaniei, în februarie 2009, a fost numit ca antrenor principal al Echipei naționale de tineret sub-21. Pe 16 iulie 2009 a semnat un contract cu Standard Sumgayit. Pe 22 iulie 2009, el a fost înlocuit cu Vitalijus Stankevičius la naționala de tineret, deoarece LFF a decis că Ivanauskas nu își putea îndeplini eficient îndatoririle la națională dacă lucrează și la echipa de club. Pe 23 octombrie 2009 a fost concediat de la Standart Sumgayit.

### Statistici ca antrenor
| Echipa              | Din                | Până în           | Statistica | Statistica | Statistica | Statistica | Statistica  |
| Echipa              | Din                | Până în           | M          | V          | E          | Î          | Câștigate % |
| ------------------- | ------------------ | ----------------- | ---------- | ---------- | ---------- | ---------- | ----------- |
| Heart of Midlothian | 22 martie 2006     | 23 octombrie 2006 | 28         | 14         | 9          | 5          | 50.00       |
| Heart of Midlothian | 27 noiembrie 2006  | 20 martie 2007    | 17         | 8          | 5          | 4          | 47.06       |
| Carl Zeiss Jena     | 21 septembrie 2007 | 3 ianuarie 2008   | 12         | 3          | 6          | 3          | 25.00       |
| Standard            | 16 iulie 2009      | 23 octombrie 2009 | 7          | 0          | 2          | 5          | 00.00       |

## Titluri

### Jucător
- Cupa Baltică
  - 1994

### Antrenor
FBK Kaunas
- A Lyga (1): 2004
- Cupa Lituaniei (1): 2004

Heart of Midlothian
- Cupa Scoției (1):  2005-06